# Коммунистическая партия Западной Украины
Коммунисти́ческая па́ртия За́падной Украи́ны, КПЗУ (укр. Комуністична партія Західної України, КПЗУ; пол. Komunistyczna Partia Zachodniej Ukrainy, KPZU) — коммунистическая партия, существовавшая в восточных землях Польши в 1919—1938 годах. До 1923 года носила название Коммунисти́ческой па́ртии Восто́чной Гали́ции, КПВГ (Комуністична партія Східної Галичини, КПСГ).

## История
Предшественницей КПЗУ и её основой являлась организация «Интернациональная революционная социал-демократия» («Інтернаціональна Революційна Соціал-Демократія») — коммунистическая организация, нелегально действовавшая в Галиции в 1915—1918 годах. Весной 1918 года оформилась также «Интернациональная революционная социал-демократическая молодёжь», в которой важную роль играл будущий марксистский теоретик Роман Роздольский. Учредительная конференция КПВГ прошла в Станиславове (ныне — Ивано-Франковск) в феврале 1919 года. Первым секретарём ЦК партии на ней был избран Карл Саврич (Максимович). Таким образом произошло объединение разрозненных кружков и групп, действовавших в городах Львов, Дрогобыч, Станислав, Стрый, Тернополь, Калуш, Коломыя и др (всего более 180 членов партии). Однако уже в апреле ЦК был разгромлен польской полицией.
Единым путём к национальному и социальному освобождению западноукраинские коммунисты считали социалистическую революцию в Польши, которую совместно должны были осуществить рабочие и крестьяне всех национальностей. КПЗУ выдвигала лозунг соединения всех украинских земель в едином социалистическом государстве — Украинской советской республике. Для того, чтобы достичь национального освобождения, нужно отказаться от национализма как самостоятельной цели, удаляющей от освобождения трудового народа. Только став партией радикальной социальной революции, только борясь за полное освобождение от всех видов гнёта, можно достичь в том числе освобождения от национального гнёта.
Другой центр формирования КПВГ находился в Украинской ССР, где в апреле 1920 года был создан Галицкий организационный комитет при ЦК КП(б)У (Галорком). В 1919—1920 годах КПВГ считалась областной организацией КП(б)У, но имела отдельное представительство в Коммунистическом Интернационале. Во время короткого существования Галицкой Социалистической Советской Республики партия вышла из подполья и действовала под названием Коммунистическая Партия Галиции.
В 1920 заведующей отделом ЦК по работе среди женщин была назначена будущая Нина Хрущёва.
После окончательной оккупации Галиции Польшей и подписание Рижского мирного договора 1921 года КП(б)У заключила в Москве соглашение с Коммунистической рабочей партией Польши, согласно которому КПВГ должна была входить в состав КРПП. Это послужило причиной раскола КПВГ на две части, одна из которых выступала за присоединение к КРПП («капээровцы» во главе с Ч.Гросеровой и К.Циховским, объединившиеся вокруг Исполкома КПВГ), а другая — во главе с И. Крилыком (Василькивым) и С.Сеником — отстаивала организационную самостоятельность («васильковцы»), избрав свой ЦК КПВГ. Только при содействии Исполкома Коминтерна, высказавшегося за объединение всех коммунистических сил Польши, удалось начать процесс объединения, избрав 9 августа 1921 года единый ЦК, в который вошли И.Крилык, Ч.Гросерова, Г.Иваненко (Бараба), С.Круликовский и др. Однако 30 октября во время 1 съезда КПВГ все его участники были арестованы и в начале 1922 свою деятельность опять возобновили два отдельных организационных центра партии.
Только в 1923 году, после постановления Совета послов Антанты об аннексии Галиции Польшей, «васильковцы» согласились на присоединение к КРПП на правах автономной части. На конференции КПВГ 23 июня был избран объединённый ЦК, в который вошли 7 членов: И. Крилык, А.Лангер (О.Длуский), Г.Михаць, С.Попель (Юрченко) и др. Партия распространила свою деятельность на Волынь, Холмщину, Подляшье и часть Полесья и была переименована на КПЗУ. Партия была составной частью КРПП (с 1925 года — Коммунистической партии Польши), но, имея широкую автономию, проводила свои съезды (в 1925, 1928 и 1934 годах), избирала ЦК и сохраняла место в Коминтерне в составе польского представительства, её членами, кроме украинцев, были также поляки и евреи, которые проживали на Западной Украине.
1920-е годы были временем роста влияния КПЗУ, чему помогали успехи НЭПа и украинизации в УССР. В 1922—1923 году польские власти организовали т. н. Святоюрский процесс, на котором рассматривалось дело 39 коммунистов, якобы стремившихся к отделению Восточной Галиции от Польши и присоединению к СССР. Большинство обвиняемых было оправдано, С. Круликовский во время процесса был избран в польский сейм, а партия успешно использовала суд для пропаганды своих идей. Партия действовала в подполье, однако под неё влиянием находились и легальные организации — в 1923—1924 годах Украинская социал-демократическая партия, а в 1926—1932 годах Украинское крестьянско-рабочее социалистическое объединение (Українське Селянсько-Робітниче Соціалістичне Об'єднання, Сельроб).
В 1927 большинство ЦК КПЗУ поддержала т. н. «национальный уклон» Александра Шумского в КП(б)У. В ответ тогдашний генеральный секретарь ЦК КП(б)У Лазарь Каганович предъявил обвинение руководству КПЗУ в измене. Партия раскололась на большинство («шумскистов») и меньшинство — сторонников Кагановича. Раскол охватил и Сельроб. 18 февраля 1928 года большинство КПЗУ под руководством Ивана Крилыка (Василькова) и Романа Турянского было исключено из Коминтерна.
К концу 1928 года на Западной Украине существовали две коммунистических партии: КПЗУ — большинство («васильковцы») и КПЗУ — меньшинство, которое пользовалось поддержкой Москвы. «Васильковцы» открыто выступали против политики Сталина и Кагановича в национальном вопросе. В конце 1928 года КПЗУ — большинство объявило о самороспуске, её лидеры заявили о признании своих «ошибок» и выехали в УССР, где были позже расстреляны.
На 3 съезде КПЗУ (июнь 1928) был избран новый ЦК во главе с Мироном Заячковским. В состав ЦК в декабре был также кооптирован Г.Иваненко.
С конца 1920-х годов начался упадок коммунистического движения на Западной Украине. Под влиянием вестей о коллективизации, репрессиях и голоде 1933 года часть населения, которая стояла на просоветских позициях, отвернулась от коммунистов, многие стали выходить из КПЗУ. В 1933 году руководители КПЗУ М. Заянчковский (Косарь) и Г. Иваненко (Бараба) были вызваны в СССР и арестованы по делу «Украинской военной организации».
Репрессировали многих западноукраинских коммунистов, которые находились в СССР. Вследствие этих событий численность партии сократилась с 4300 до 2600 членов. КПЗУ постепенно превратилась в партию, полностью ориентировавшуюся на ВКП(б) и в которой отсутствовала всякая внутрипартийная демократия. В тот период КПЗУ в рамках «третьего периода» Коминтерна стала резко выступать против социал-демократов, называя их «социал-фашистами».
В 1938 Исполком Коминтерна принял постановление о роспуске Компартии Польши, а вместе с ней и Компартий Западной Украины и Западной Белоруссии. Поводом стало обвинение, согласно которому которое якобы руководство в этих партиях захватила фашистская агентура. Члены КПЗУ, которые оказались на территории СССР, были репрессированы. Многие активисты Компартии, оставшиеся на Западной Украине, подверглись репрессиям уже после вступления туда Советских войск в 1939 году, хотя другие из них заняли высокие государственные посты в Советской Украине. Во второй половине 1940-х члены бывшей КПЗУ, оставшиеся во Львове, также занимались борьбой с украинским националистическим движением. В 1949 году от рук националистов погиб видный деятель коммунистического движения на Западной Украине Ярослав Галан.
В своих воспоминаниях Никита Хрущёв писал:

«Вообще же там нас встречали многие хорошие ребята, только я забыл их фамилии. Это были люди, которые прошли польские тюрьмы, это были коммунисты, проверенные самой жизнью. Однако их партия была по нашему же решению распущена, и Коммунистическая партия Польши, и КПЗУ… И очень многие из них, получив тогда освобождение от нашей Красной Армии, попали потом в наши, советские тюрьмы».

## Известные члены КПЗУ
- Михаил Лукич Баран
- Ян Бжоза
- Нафтали Ботвин
- Николай Михайлович Ваврисевич
- Юрий Дмитриевич Великанович
- Александр Акимович Гаврилюк
- Ярослав Александрович Галан
- Остап Длуский
- Мирон Титович Заячковский (Косар)
- Григорий Васильевич Иваненко (Бараба)
- Иван Титович Калинович
- Мария Семёновна Ких
- Иосиф Васильевич Крилык (Василькив)
- Павел Степанович Ладан
- Влас Мизинец
- Роман Осипович Роздольский
- Степан Рудик
- Карл Авксентьевич Саврич (Максимович)
- Роман Владимирович Турянский (Кузьма)
- Казимир Генрихович Циховский